# فوتبال علیه دشمن
فوتبال علیه دشمن (به انگلیسی: Football Against the Enemy) نام یک کتاب نوشته سایمون کوپر با درون‌مایهٔ فوتبالی-سیاسی است که در سال ۱۹۹۴ منتشر شد. این کتاب خوب به فروش رسید و در همان سال برندهٔ جایزهٔ «کتاب ورزشی برتر سال مؤسسه ویلیام هیل» شد. موضوع این کتاب، مشاهدات عینی کوپر از اثرات فوتبال در ساختار اجتماعی و سیاسی کشورهای مختلف است. در این کتاب به فوتبال در ایران اشاره‌ای نشده‌است.

## نقض قانون حق نشر
انتشار بدون اجازه این اثر، اعتراض سایمون کوپر، نویسنده این اثر را در پی داشت. او در مصاحبه‌ای گفت: «در سال ۲۰۱۱، حسن کیائیان و عادل (فردوسی پور) به من ایمیل زدند و از اینکه من به انتشار بدون اجازه کتاب اعتراض کرده بودم، ناراحت بودند. آن‌ها گفتند که می‌خواهند جبران کنند، اما نشر چشمه هرگز پولی به من نداد.»
در پی انتشار این اخبار بهرنگ کیائیان مدیر نشر چشمه با تأکید بر اینکه متهم کردن فردوسی پور به سرقت ادبی نادرست است، بیان کرد: «ما سعی می‌کنیم با سایمون کوپر نویسنده اصلی کتاب تماس بگیریم و اگر با او توافق کنیم حتماً حق کپی رایت کتابش را پرداخت می‌کنیم ولی مقیاس برخورد کتاب در خارج از کشور با ایران متفاوت است.»
لازم است ذکر شود که ترجمه و بازنشر آثار بیگانگان در ایران از نظر حقوقی هیچ‌گونه منع قانونی ندارد. چرا که ایران عضو کنوانسیون بِرْن نیست و همچنین در قانون حمایت حقوق مؤلفان و مصنفان و هنرمندان (مصوب ۱۳۴۸) و نیز در قانون تجارت هیچ حمایتی از آثاری که در خارج از ایران تولید می‌شوند نشده‌است.
فردوسی‌پور نیز از هرگونه اظهار نظر دربارهٔ این موضوع خودداری کرد و موضوع را به ناشر کتاب حواله داد.

## ترجمه
در سال ۱۳۸۸، نشر چشمه قراردادی را با عادل فردوسی‌پور برای ترجمه این کتاب امضاء کرد. ترجمه این کتاب با ویراستاری هوشنگ گلمکانی در بیست و سومین نمایشگاه بین‌المللی کتاب تهران رونمایی شد و پرفروش شد. فروش بالای کتاب در ایران را به نام مترجم نسبت می‌دهند، اما فردوسی‌پور معتقد است که کتاب بدون ترجمهٔ او نیز پرفروش می‌شد.